# Coleco Adam

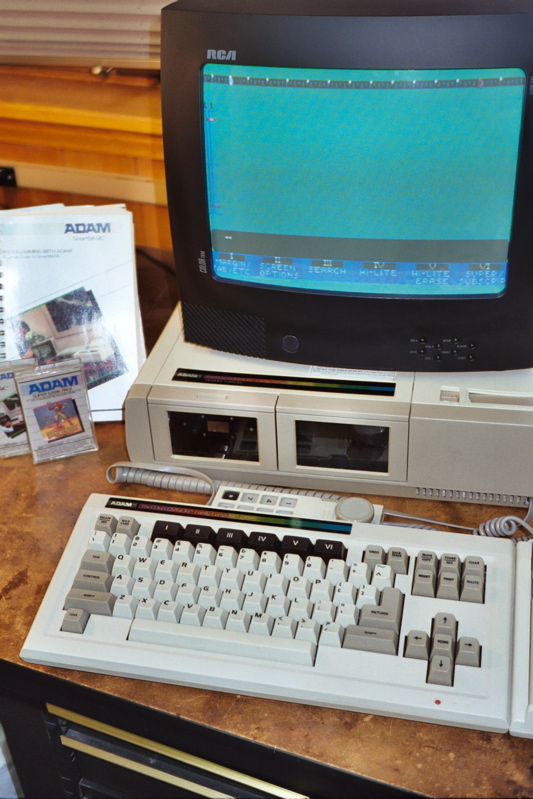
Coleco Adam

Il Coleco Adam è una periferica di espansione della console ColecoVision (Expansion Module #3) che le attribuisce le capacità di un home computer della sua epoca. Venne commercializzato, con poco successo, tra il 1983 e il 1985 dalla Coleco.
L'espansione comprende tastiera, un lettore di cassette non standard con due alloggiamenti, stampante a margherita, tre cassette. Appena collegato alla ColecoVision e acceso, il sistema consente l'utilizzo immediato come macchina da scrivere elettronica, inviando direttamente alla stampante i tasti premuti. Il sistema è basato sul processore Zilog Z80 e ha 80kB di RAM (i 16kB della console più 64kB forniti dal modulo) espandibili. La tastiera ha un alloggiamento per uno dei joystick della console, che diventa così il tastierino numerico.
Il sistema è compatibile con tutte le cartucce della ColecoVision, che si possono avviare senza dover smontare l'espansione. Naturalmente il software specifico per Coleco Adam, pubblicato su cartuccia o cassetta (anche floppy disk, disponendo di un'ulteriore periferica), era molto più avanzato di quello per la console. Le cassette e il relativo lettore sono particolari e basate sulla registrazione digitale; vengono lette in modo simile a un floppy, con controllo automatico del nastro (i tradizionali pulsanti come "play" e "stop" sono assenti del tutto) e una capacità di circa 500kB, superiore alle cassette ordinarie di allora.
Il BASIC, compatibile con Applesoft BASIC, era fornito in una delle cassette incluse nell'espansione.